# Полісся (Житомир)
«Полісся» — український футбольний клуб із Житомира. Заснований 1959 року. Припинив виступи в чемпіонатах України в 2005 році. Відновлений 2016 року як МФК «Житомир». На початку 2017 року повернув назву «Полісся». Починаючи з сезону 2023/24 виступає в українській Прем'єр-лізі.

## Історія

### Історія назв
- 1959—1960: «Авангард»
- 1960—1966: «Полісся»
- 1967—1976: «Автомобіліст»
- 1977—1988: «Спартак»
- 1989—1991: «Полісся»
- 1992—1997: «Хімік»
- 1997—2005: «Полісся»
- 2016—2017: МФК «Житомир»
- 2017—н. ч.: «Полісся»

### Радянський період
Футбольна команда майстрів була заснована в Житомирі в 1959 році на базі обласної ради добровільного спортивного об'єднання «Авангард». За рік до цього футбольна команда «Авангард» з Житомира перемогла у чемпіонаті Житомирської області з футболу 1958 року. Крім цього у тому ж році «Авангард» з Житомира також брав участь у чемпіонаті УРСР з футболу і Кубку УРСР з футболу. Перед стартом у змаганнях серед команд майстрів, футболісти взяли участь у зимовій першості Житомира з футболу. На початку весни новостворена команда провела учбово-тренувальний збір на Закарпатті (Виноградово) і зіграла декілька матчів з місцевим командами, «Спартаком» (Ужгород) і «Балтикою» (Калінінград).
Уперше Житомир приймав матч команд майстрів 18 квітня 1959-го року, коли до «Авангарду» завітав мінський «Спартак». Долю матчу вирішив удар Юрія Нікітіна — 1:0. Ворота нової команди майстрів з Житомира захищав молодий Віктор Банніков з білоруського порубіжжя, який тільки розпочинав свою кар'єру. 16 вересня 1959 року команда взяла участь у першому міжнародному матчі, де перемогла збірну армії Іракської республіки (2:1). З 1960 року команда виступала в першості колишнього СРСР (клас Б) під назвою «Полісся», представляючи об'єднання «Спартак».
З 1967 по 1976 рік житомирська команда носила назву «Автомобіліст», і саме тоді досягла найвищих успіхів. В 1967 році «Автомобіліст» став чемпіоном України, а шістнадцять гравців команди отримали звання майстрів спорту. В 1972 році «Автомобіліст», залишаючись одним із найсильніших клубів республіки, став володарем першого Кубку УРСР. У фіналі житомирські футболісти в додатковий час перемогли донецький «Шахтар» — 1:0.
Кубок республіки «Автомобілісту» вручив головний редактор газети «Радянська Україна» А. К. Рябокляч. Нагородження команди відбувалося у житомирському гарнізонному Будинку офіцерів. Зустріч відкрив голова обласного комітету з фізичної культури та спорту Є. Н. Дмитрієв. Від імені Республіканського комітету з фізичної культури та спорту й Федерації футболу України виступив відповідальний секретар федерації Б. Н. Шмигельський.
З 1977 року після реорганізації футбольної першості Радянського Союзу Житомир був представлений в другій лізі (6 українська зона), отримавши нову назву — «Спартак». Далі, в 1987—1992 роках команда носила свою першу назву «Полісся», завоювала другий в своїй історії кубок УРСР, але і це не допомогло їй втриматися серед учасників новоствореного незалежного чемпіонату України.

### Часи Незалежності та розформування (1992—2005)
«Полісся» збанкротувало після закінчення першого чемпіонату України 1992 року і було замінено командою «Хімік» що представляла завод «Хімволокно» (Житомирський завод хімічного волокна). «Хімік» перед розвалом Союзу грав у футбольних змаганнях серед команд КФК. В чемпіонаті 1992/93, який вперше проводився по системі «осінь-весна», «Хімік» за один сезон у другій лізі чемпіонату України отримав право на підвищення до першої ліги. В першій лізі команда провела наступні сім сезонів. Щоправда, у зв'язку з тим що розпочалася процедура банкрутства на заводі, підприємство «Хімволокно» було змушене відмовитися від команди, а житомирський клуб знову повернув своє ім'я і перейшов на баланс обласної державної адміністрації. Президентом клубу став Зая Авдиш. За результатами сезону 1999/00 «Полісся» посіло 15 місце в першій лізі і опустилось у другу. В наступному сезоні слідувала перемога в групі «А» другої ліги і тріумфальне повернення. Але на цьому сходження не завершилося. В наступному ж сезоні команда опинилася за крок до місця уже в вищій лізі. Але в перехідних іграх сильнішою виявилася олександрійська «Поліграфтехніка». Команда залишилася в першій лізі. Почалось падіння. Спочатку 11 місце, потім 18, а потім в сезоні 2004/05 команда знялась зі змагань після першого кола.
У 2005 році команда припинила існування. Наступного сезону було створено дві команди з Житомира — «Житичі» та МФК «Житомир». МФК «Житомир» розпався впродовж сезону, а «Житичі» протрималися до сезону 2006—2007 але вже вирішили не приймати у ньому участь. Через деякий час намагалися відродити і МФК «Житомир», і «Житичі». У 2011 «Житичі» були включені до Кубка України з футболу 2011—2012, але в останій момент відмовилися від участі.

### Відродження команди (2016)
У 2016 році рішенням Житомирської міської ради був створений муніципальний футбольний клуб «Житомир». 23 березня 2016 року директором було обрано Руслана Павлюка. 23 квітня відбувся дебютний матч в Аматорському чемпіонаті України, проти команди ФК «Малинськ». У своєму першому сезоні МФК «Житомир» провів шість ігор, здобувши три перемоги, одну нічию та двічі програвши. В підсумку команда завершила груповий етап на третій позиції, відстаючи від другої на одне очко. Разом з тим МФК «Житомир» зумів обіграти володаря аматорського кубку України 2015 року «Гірник» з Соснівки.
У сезоні 2016/17 аматорський чемпіонат розігрувався в зміненому форматі, а МФК «Житомир» потрапив до групи 2. Команда розпочала сезон 13 серпня з виїзної поразки проти «Таврії-Скіф». МФК Житомир став суперником у першому в історії домашньому матчі команди «Металіст 1925», який відбувся 27 серпня. Гра завершилася нульовою нічиєю, принісши перший бал в сезоні житомирянам, а стадіон «Металіст» відвідали більше 6500 вболівальників. У розіграші попереднього етапу аматорського кубку України суперником МФК «Житомир» став представник прем'єр-ліги Львівської області СКК «Демня». Програвши в першому матчі з рахунком 1:2, житомиряни не зуміли відігратися вдома і покинули турнір. За підсумками першого кола МФК «Житомир» посів 7 сходинку, набравши 12 очок. На початку листопада клуб розпочав процедуру атестації в другу лігу на сезон 2017—18.
Перші заяви щодо зміни назви на «Полісся» з'явилися в кінці листопада 2016 року. Тоді мер Житомира Сергій Сухомлин дав попередню згоду на перейменування клубу. Вже 16 лютого 2017 року більшість депутатів підтримали перейменування і клуб офіційно отримав назву ФК «Полісся». Навесні було оголошено про початок конкурсу на нову емблему, яка має наслідувати зразок історичного ФК «Полісся». Незабаром у квітні клуб презентував нову форму в традиційних жовто-зелених кольорах та видозмінений логотип, де напис МФК «Житомир» змінено на ФК «Полісся». Через рік, так і не оголосивши результатів конкурсу, керівництво змінило кольори існуючої емблеми на звичні жовтий та зелений.

### Повернення на професіональний рівень
До першого професійного сезону команду готував Ігор Левицький, який залишився головним тренером після виступів у аматорах. Під його керівництвом було програно чотири стартові матчі в чемпіонаті, при цьому житомирські футболісти не забили жодного м'яча. В попередньому раунді Кубку України «Полісся» з мінімальним рахунком здолало запорізький Металург, але вже в наступному раунді аматорський клуб «Демня» вибив житомирян з турніру. Через провальний старт сезону головного тренера змінили на Едуарда Хаврова. З новим тренером та підсиленням команда покращила свої результати і за осінню частину чемпіонату перемогла в п'яти іграх та здобула дві нічиї. Однак за результатами двох із трьох кіл чемпіонату клуб посів лише восьме місце, тому керівництво відправило Едуарда Хаврова у відставку. Разом з тренером команду покинуло 11 футболістів. 22 листопада клуб представив нового головного тренера, яким став Володимир Мазяр. Угоду з фахівцем було укладено на два роки. Через три тижні Мазяр покидає команду, скориставшись опцією в контракті, та очолює «Акжайик» із Казахстану. 27 грудня на чолі клубу став Олександр Призетко, в помічники новоспечений тренер запросив Максима Калиниченка. В першому сезоні команда зайняла восьме місце з десяти, не виконавши поставлених задач.
Перед новим сезоном більша частина гравців покинула клуб, натомість було підписано 14 новачків. Олександр Призетко залишився головним тренером, перед яким ще під час підписання контракту було поставлено завдання виходу в першу лігу в сезоні 2018/19. Однак вже в першому кубковому матчі аматорський «ЛНЗ-Лебедин» у серії пенальті сенсаційно обіграв житомирян в першому попередньому етапі Кубка України. Після п'яти турів чемпіонату «Полісся» посідало лише восьму сходинку турнірної таблиці, тому Призетка звільнили 21 серпня. Його замінив останній тренер ФК «Полтава» Анатолій Безсмертний.

### Зміна власника та вихід в Премєр-лігу
У перші роки після відновлення клубу покриття його видатків здійснювалося за рахунок коштів обласного, міського бюджетів, а також приватних спонсорів. Час від часу з'являлася інформація про припинення існування «Полісся» через нестачу фінансування. За підсумками сезону 2019/20, який завершився дочасно через пандемію коронавірусу, «зелено-жовті» посіли друге місце в групі А Другої ліги та підвищилася в класі. Це вимагало збільшення фінансування, і новим спонсором клубу перед стартом у першій лізі став BGV Group. За підсумками сезону 2020/21 житомирська команда посіла 11 місце в першій лізі. Влітку 2021 року Геннадій Буткевич, засновник BGV Group, став повноправним власником «Полісся». У сезоні 2021/22 клуб посів 9 місце в таблиці, а вже наступного сезону 2022/23 з першого місця вийшов в Премєр-лігу. Після цього Геннадій Буткевич оголосив про свої плани попасти в топ-5 ліги, а також пройти в єврокубки. Ще до цього з'явилися повідомленя про те що власник «Полісся» хоче збільшити бюджет клубу у двічі, а головний тренер «Полісся» Юрій Калитвинцев анонсував бажання замінити половину команди на новачків.
У сезоні 2023/24 «Полісся» зайняло 5 місце у Чемпіонаті України, вигравши боротьбу за нього в останньому турі у «Руха», що дозволило команді дебютувати в Єврокубках у Другому кваліфікаційному раунді Ліги Конференцій, де на початку сезону 2024/25 «Полісся» зазнало поразки від Словенської «Олімпії» з загальним рахунком 1:4 і вилетіло з турніру.

## Склад команди
Станом на 11 серпня 2025  року відповідно до офіційної заявки на сайті ПЛ
| №  | Поз. | Нац.     | Гравець                  |
| -- | ---- | -------- | ------------------------ |
| 1  | ВР   | Україна  | Олег Кудрик              |
| 2  | ЗХ   | Албанія  | Анді Хадрой              |
| 3  | ЗХ   | Бразилія | Лукас Тейлор             |
| 4  | ЗХ   | Україна  | Микита Кравченко         |
| 4  | ЗХ   | Хорватія | Матей Матич              |
| 5  | ЗХ   | Україна  | Едуард Сарапій           |
| 6  | ПЗ   | Бразилія | Таллес Коста             |
| 7  | ПЗ   | Україна  | Олександр Назаренко      |
| 8  | ПЗ   | Україна  | Руслан Бабенко (капітан) |
| 9  | НП   | Україна  | Олександр Філіппов       |
| 10 | ПЗ   | Ізраїль  | Томер Юсефі              |
| 11 | ПЗ   | Україна  | Олексій Гуцуляк          |
| 13 | ЗХ   | Україна  | Данило Бескоровайний     |
| 14 | ПЗ   | Ізраїль  | Офек Бітон               |
| 15 | ЗХ   | Україна  | Богдан Михайліченко      |
| 18 | ПЗ   | Україна  | Олександр Андрієвський   |
| 20 | ПЗ   | Україна  | Євгеній Микитюк          |

| №  | Поз. | Нац.             | Гравець                 |
| -- | ---- | ---------------- | ----------------------- |
| 23 | ВР   | Україна          | Євгеній Волинець        |
| 27 | НП   | Республіка Конго | Бені Макуана            |
| 29 | ПЗ   | Республіка Конго | Борель Томандзото       |
| 30 | ПЗ   | Україна          | Богдан Лєднєв           |
| 31 | ЗХ   | Грузія           | Гіоргі Майсурадзе       |
| 34 | ЗХ   | Бразилія         | Жоау Віалле             |
| 38 | ПЗ   | Україна          | Ярослав Караман         |
| 40 | ПЗ   | Португалія       | Андре Перейра Гонсалвеш |
| 43 | ЗХ   | Україна          | Олексій Авраменко       |
| 44 | ЗХ   | Україна          | Сергій Чоботенко        |
| 55 | ПЗ   | Україна          | Борис Крушинський       |
| 58 | ЗХ   | Україна          | Сергій Корнійчук        |
| 60 | ПЗ   | Україна          | Максим Мельниченко      |
| 88 | ЗХ   | Україна          | Богдан Панчишин         |
| 89 | НП   | Україна          | Микола Гайдучик         |
| 95 | ПЗ   | Азербайджан      | Еміль Мустафаєв         |

### Юнацький склад (U-19)
Станом на 11 серпня 2025  року відповідно до офіційної заявки на сайті ПЛ
| №  | Поз. | Нац.    | Гравець             |
| -- | ---- | ------- | ------------------- |
| 71 | ВР   | Україна | Данило Сунцов       |
| 78 | ВР   | Україна | Артур Дробот        |
| 91 | ВР   | Україна | Дмитро Корсун       |
| 98 | ВР   | Україна | Денис Талько        |
| 99 | ВР   | Україна | Віктор Уліганець    |
|    | ВР   | Україна | Олександр Сименюк   |
|    | ВР   | Україна | Ігнат Спода         |
| 32 | ЗХ   | Україна | Арсеній Коваль      |
| 33 | ЗХ   | Україна | Владислав Мезенцев  |
| 35 | ЗХ   | Україна | Кіріл Кобернюк      |
| 45 | ЗХ   | Україна | Ярослав Ананченко   |
| 50 | ЗХ   | Україна | Михайло Олійник     |
| 57 | ЗХ   | Україна | Даніл Білоконь      |
| 62 | ЗХ   | Сенегал | Мамаду Маді Данфака |
| 85 | ЗХ   | Україна | Руслан Височанський |
| 94 | ЗХ   | Україна | Денис Гришкевич     |
| 96 | ЗХ   | Україна | Максим Дикий        |
|    | ЗХ   | Україна | Владислав Галій     |
|    | ЗХ   | Україна | Єфім Гордон         |
|    | ЗХ   | Україна | Єгор Косік          |
|    | ЗХ   | Україна | Олександр Крець     |
| 17 | ПЗ   | Україна | Олександр Костриця  |
| 25 | ПЗ   | Україна | Олександр Іванов    |
| 36 | ПЗ   | Україна | Артем Корж          |
| 41 | ПЗ   | Україна | Богдан Коваленко    |

| №  | Поз. | Нац.             | Гравець            |
| -- | ---- | ---------------- | ------------------ |
| 46 | ПЗ   | Україна          | Максим Кривобок    |
| 52 | ПЗ   | Україна          | Артем Грохольський |
| 59 | ПЗ   | Україна          | Михаіл Латута      |
| 61 | ПЗ   | Бразилія         | Валіффер           |
| 65 | ПЗ   | Україна          | Микола Гавриш      |
| 70 | ПЗ   | Республіка Конго | Жеррі Дюмерсі Йока |
| 72 | ПЗ   | Україна          | Владислав Крамар   |
| 77 | ПЗ   | Україна          | Михайло Раско      |
| 79 | ПЗ   | Україна          | Богдан Захаров     |
| 80 | ПЗ   | Україна          | Максим Савчук      |
| 82 | ПЗ   | Україна          | Дмитро Козирєв     |
| 84 | ПЗ   | Україна          | Святослав Черчукан |
| 97 | ПЗ   | Україна          | Максим Грищенко    |
|    | ПЗ   | Україна          | Максим Букатий     |
|    | ПЗ   | Україна          | Єгор Каптенко      |
|    | ПЗ   | Україна          | Олег Любченко      |
|    | ПЗ   | Україна          | Кирил Перванов     |
|    | ПЗ   | Україна          | Денис Рибак        |
|    | ПЗ   | Україна          | Владислав Сірик    |
|    | ПЗ   | Україна          | Дмитро Сміюн       |
| 69 | НП   | Україна          | Назар Семененко    |
| 76 | НП   | Латвія           | Даніелс Радзенієкс |
| 81 | НП   | Україна          | Владіслав Рибак    |
| 90 | НП   | Україна          | Тимур Кулмалієв    |

## Тренерський штаб
| Посада                                  | Ім'я                |
| --------------------------------------- | ------------------- |
| В.о. головного тренера                  | Олександр Максимов  |
| Помічник головного тренера              | Володимир Книш      |
| Тренер                                  | Сергій Пінчук       |
| Тренер воротарів                        | Михайло Федунов     |
| Тренер з фізичної підготовки            | Олександр Ткаченко  |
| Тренер з фізичної підготовки            | Іван Баштовий       |
| Головний тренер команди U-19            | Геннадій Литовченко |
| Асистент головного тренера команди U-19 | Сергій Назаренко    |

## Стадіон

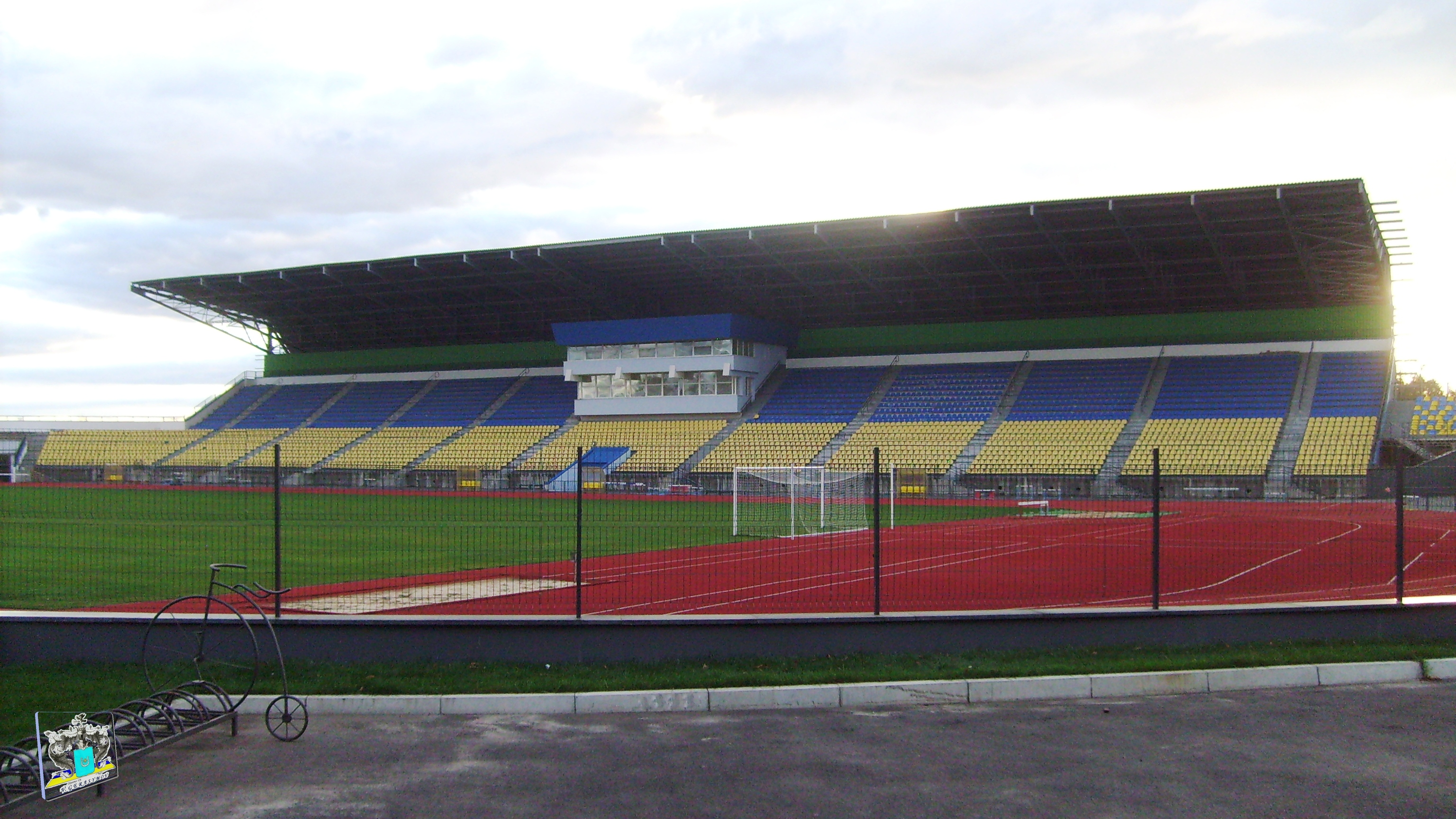
Центральний стадіон міста Житомира

З моменту заснування клубу у 1959 році команда проводила матчі на Центральному стадіоні міста Житомира, виступаючи на ньому аж до моменту свого розформування у 2005 році. Надалі стадіон був визнаний аварійним і матчі на ньому припинились.
Після відновлення клубу у 2016 році перші матчі команда проводила на стадіоні «Спартак», а вхід для глядачів був безкоштовним. Зокрема, матч першого туру аматорського чемпіонату України 2016 проти ФК «Малинськ» зібрав аншлаг, на стадіон прийшли близько 2500 вболівальників. Починаючи з 6 туру клуб переїхав на стадіон «Колос» та запровадив продаж квитків на домашні матчі. Головна спортивна арена Житомира стадіон «Полісся» не могла приймати матчі протягом перших сезонів через тривалу реконструкцію, проект якої представили в серпні 2016 року. Виступи в другій лізі команда розпочала на стадіоні «Спартак» в Коростені і мала виступати там до завершення реконструкції стадіону в Житомирі. Голова Житомирської ОДА Ігор Гундич розпорядився завершити реконструкцію Центрального стадіону до 1 листопада 2017 року. В листопаді реконструкцію завершено не було, а відкриття стадіону перенесли на 2018 рік. Голова ОДА аргументував затримку необхідністю встановлення системи підігріву поля, автоматичного поливу, інформаційного табло та благоустрою території навколо стадіону. Таким чином стадіон буде відповідати вимогам до арен Прем'єр-ліги.
У весняній частині сезону 2017/18 команда виступала на стадіоні імені Володимира Мельника в Обухові та на стадіоні «Авангард» у Новограді-Волинському. Останній був заявлений як основна арена на сезон 2018/19.
З 8 вересня 2019 року клуб грав домашні матчі на відновленому житомирському стадіоні «Спартак-Арена», який до реконструкції мав назву «Спартак».
На початку сезону 2020/21 домашнім стадіоном команди був київський НТК імені Віктора Баннікова. Як повідомив директор ФК «Полісся» Володимир Загурський, через недофінансування з бюджету області клуб взагалі може припинити грати в Першій лізі. Домашню гру 6-го туру чемпіонату України серед команд першої ліги команда зіграла у місті Буча на стадіоні «Ювілейний». 21 жовтня 2020 року «Полісся» вперше у сезоні зіграв свій офіційний домашній матч (8-й тур чемпіонату України) на житомирському стадіоні «Спартак-Арена».
26 березня 2021 року зіграно перший домашній матч на Центральному стадіоні міста Житомира, команда розіграла нічию 1:1 із «Кристалом».
У 2025 році на Центральному стадіоні Житомира було встановлено нове гібридне покриття для проведення офіційних міжнародних матчів, ігор чемпіонату та фінального етапу Кубка України. Основа поля – штучна, поверх якої засіяно натуральний газон без додавання штучних волокон. Аналогічне покриття використовується на стадіонах «Енфілд» (Ліверпуль), «Тоттенхем Хотспур» (Лондон) та «Ванда Метрополітано» (Мадрид).
У 2025 році, під час зимової перерви, на Центральному стадіоні Житомира було реконструйовано центральну трибуну. У рамках оновлення, за ініціативи Геннадія Буткевича, створено Gold Zone – преміальну зону перегляду матчів. Вболівальники можуть обрати один із пакетів сервісу: Silver (сендвіч, снек, напій) або Gold (розширене меню з холодними та гарячими стравами, напоями та панорамним видом на поле) .

## Статистика виступів

### Виступи в єврокубках
| Сезон   | Змагання              | Раунд | Країна   | Клуб         | Вдома | На виїзді | В сукупності |
| ------- | --------------------- | ----- | -------- | ------------ | ----- | --------- | ------------ |
| 2024–25 | Ліга конференцій УЄФА | 2КР   | Словенія | Олімпія      | 1–2   | 0–2       | 1−4          |
| 2025–26 | Ліга конференцій УЄФА | 2КР   | Андорра  | Санта-Колома | 1–2   | 4–1       | 5–3          |
| 2025–26 | Ліга конференцій УЄФА | 3КР   | Угорщина | Пакш         | 3–0   | 2-1       | 4–2          |
| 2025–26 | Ліга конференцій УЄФА | ПО    | Італія   | Фіорентіна   |       |           |              |

### Виступи в чемпіонатах СРСР
| Сезон | Ліга                         | Місце | І  | В  | Н  | П  | ГЗ | ГП | О  | Кубок УРСР  | Кубок СРСР               | Примітки      |
| ----- | ---------------------------- | ----- | -- | -- | -- | -- | -- | -- | -- | ----------- | ------------------------ | ------------- |
| 1959  | Клас «Б». 2 зона             | 9     | 28 | 9  | 9  | 10 | 41 | 34 | 27 |             | Фінал зонального турніру | —             |
| 1960  | Клас «Б». 1 зона УРСР        | 7     | 32 | 16 | 6  | 10 | 58 | 38 | 38 |             |                          | —             |
| 1961  | Клас «Б». 1 зона УРСР        | 6     | 34 | 13 | 8  | 13 | 47 | 41 | 34 |             | 1/2 зонального турніру   | —             |
| 1961  | Стикові матчі                | 12    | 2  | 0  | 0  | 2  | 2  | 5  | 0  |             | 1/2 зонального турніру   | —             |
| 1962  | Клас «Б». 1 зона УРСР        | 2     | 24 | 14 | 3  | 7  | 33 | 24 | 31 |             | 1/8 зонального турніру   | —             |
| 1962  | 1-6 місця                    | 5     | 10 | 3  | 2  | 5  | 10 | 15 | 8  |             | 1/8 зонального турніру   | —             |
| 1963  | Клас «Б». 1 зона УРСР        | 4     | 38 | 21 | 7  | 10 | 58 | 36 | 49 |             | 1/2 зонального турніру   | —             |
| 1963  | Стикові матчі                | 7     | 2  | 1  | 0  | 1  | 3  | 2  | 2  |             | 1/2 зонального турніру   | —             |
| 1964  | Клас «Б». 1 зона УРСР        | 1     | 30 | 18 | 8  | 4  | 32 | 11 | 44 |             | 1/4 зонального турніру   | —             |
| 1964  | 1-6 місця                    | 3     | 10 | 4  | 3  | 4  | 9  | 9  | 11 |             | 1/4 зонального турніру   | —             |
| 1965  | Клас «Б». 2 зона УРСР        | 8     | 30 | 12 | 5  | 13 | 34 | 33 | 29 |             | 1/8 зонального турніру   | —             |
| 1965  | 19-24 місця                  | 22    | 10 | 3  | 4  | 3  | 6  | 8  | 10 |             | 1/8 зонального турніру   | —             |
| 1966  | Клас «Б». 1 зона УРСР        | 10    | 38 | 14 | 11 | 13 | 33 | 27 | 39 |             | —                        | —             |
| 1966  | Стикові матчі                | 20    | 2  | 0  | 1  | 1  | 3  | 4  | 1  |             | —                        | —             |
| 1967  | Клас «Б». 1 зона УРСР        | 1     | 40 | 23 | 13 | 4  | 45 | 12 | 59 |             | 1/32 фіналу              | Підвищення    |
| 1967  | Фінал                        | 1     | 5  | 4  | 1  | 0  | 7  | 2  | 9  |             | 1/32 фіналу              | Підвищення    |
| 1968  | Клас «А». 2 група 1 підгрупа | 4     | 40 | 17 | 16 | 7  | 38 | 19 | 50 |             | 1/38 фіналу              | —             |
| 1969  | Клас «А». 2 група 1 підгрупа | 4     | 42 | 21 | 9  | 12 | 57 | 31 | 51 |             | 1/8 фіналу               | Пониження[55] |
| 1970  | Клас «А». 2 група 1 зона     | 3     | 42 | 20 | 15 | 7  | 61 | 27 | 55 |             | 1/16 фіналу              | —             |
| 1971  | Друга «1 зона»               | 3     | 50 | 25 | 15 | 10 | 58 | 30 | 65 |             | —                        | —             |
| 1972  | Друга «1 зона»               | 8     | 46 | 19 | 15 | 12 | 44 | 31 | 53 | Переможець  | —                        | —             |
| 1973  | Друга «1 зона»               | 2     | 44 | 25 | 5  | 14 | 62 | 36 | 53 | Чвертьфінал | —                        | —             |
| 1974  | Друга «6 зона»               | 8     | 38 | 15 | 11 | 12 | 50 | 39 | 41 | Фіналіст    | —                        | —             |
| 1975  | Друга «6 зона»               | 2     | 32 | 13 | 14 | 5  | 41 | 21 | 40 | 1/16 фіналу | —                        | —             |
| 1975  | Півфінал II                  | 3     | 5  | 1  | 4  | 0  | 2  | 1  | 6  | 1/16 фіналу | —                        | —             |
| 1976  | Друга «6 зона»               | 6     | 38 | 14 | 14 | 10 | 44 | 31 | 42 | Півфінал    | —                        | —             |
| 1977  | Друга «2 зона»               | 8     | 44 | 18 | 14 | 12 | 51 | 34 | 50 |             | —                        | —             |
| 1978  | Друга «2 зона»               | 10    | 44 | 19 | 7  | 18 | 50 | 40 | 45 |             | —                        | —             |
| 1979  | Друга «2 зона»               | 6     | 46 | 22 | 12 | 12 | 57 | 41 | 56 |             | —                        | —             |
| 1980  | Друга «5 зона»               | 7     | 44 | 17 | 17 | 10 | 55 | 43 | 51 |             | —                        | —             |
| 1981  | Друга «5 зона»               | 11    | 44 | 15 | 13 | 16 | 38 | 47 | 43 |             | —                        | —             |
| 1982  | Друга «6 зона»               | 7     | 46 | 23 | 8  | 15 | 68 | 46 | 54 |             | —                        | —             |
| 1983  | Друга «6 зона»               | 7     | 50 | 21 | 14 | 15 | 66 | 50 | 56 |             | —                        | —             |
| 1984  | Друга «6 зона»               | 9     | 24 | 10 | 6  | 8  | 32 | 29 | 26 |             | —                        | —             |
| 1984  | 13-26 місця                  | 16    | 38 | 14 | 11 | 13 | 50 | 48 | 39 |             | —                        | —             |
| 1985  | Друга «6 зона»               | 14    | 26 | 2  | 11 | 13 | 21 | 41 | 15 |             | —                        | —             |
| 1985  | 15-28 місця                  | 26    | 40 | 7  | 15 | 18 | 37 | 55 | 29 |             | —                        | —             |
| 1986  | Друга «6 зона»               | 9     | 26 | 8  | 8  | 10 | 27 | 29 | 24 |             | —                        | —             |
| 1986  | 15-28 місця                  | 20    | 40 | 14 | 10 | 16 | 46 | 48 | 38 |             | —                        | —             |
| 1987  | Друга «6 зона»               | 12    | 52 | 22 | 12 | 18 | 72 | 59 | 56 |             | —                        | —             |
| 1988  | Друга «6 зона»               | 13    | 50 | 18 | 15 | 17 | 57 | 56 | 51 |             | —                        | —             |
| 1989  | Друга «6 зона»               | 15    | 52 | 16 | 16 | 20 | 59 | 62 | 48 |             | —                        | Пониження[56] |
| 1990  | Друга нижча «1 зона»         | 4     | 36 | 23 | 5  | 8  | 53 | 27 | 51 | Переможець  | —                        | —             |
| 1991  | Друга нижча «1 зона»         | 10    | 50 | 22 | 7  | 21 | 64 | 66 | 51 | 1/8 фіналу  | —                        | —             |

### Виступи в чемпіонатах України
| Сезон             | Ліга            | Місце | І  | В  | Н  | П  | ГЗ | ГП | О  | Кубок України | Примітки                |
| ----------------- | --------------- | ----- | -- | -- | -- | -- | -- | -- | -- | ------------- | ----------------------- |
| 1992              | Перша Група «A» | 10    | 26 | 10 | 5  | 11 | 30 | 31 | 25 | 1/8 фіналу    | Пониження               |
| 1992-93           | Друга           | 2     | 34 | 20 | 9  | 5  | 53 | 29 | 49 | 1/16 фіналу   | Підвищення              |
| 1993-94           | Перша           | 10    | 38 | 14 | 8  | 15 | 39 | 47 | 36 | 1/64 фіналу   |                         |
| 1994-95           | Перша           | 4     | 42 | 20 | 15 | 7  | 61 | 37 | 75 | 1/16 фіналу   |                         |
| 1995-96           | Перша           | 14    | 42 | 16 | 10 | 16 | 55 | 57 | 58 | 1/32 фіналу   |                         |
| 1996-97           | Перша           | 18    | 46 | 15 | 10 | 21 | 44 | 61 | 55 | 1/32 фіналу   |                         |
| 1997-98           | Перша           | 6     | 42 | 21 | 5  | 16 | 58 | 64 | 68 | 1/16 фіналу   |                         |
| 1998-99           | Перша           | 12    | 34 | 15 | 7  | 16 | 40 | 55 | 52 | 1/32 фіналу   |                         |
| 1999-00           | Перша           | 15    | 34 | 11 | 7  | 16 | 36 | 51 | 40 | 1/16 фіналу   | Пониження               |
| 2000-01           | Друга Група «A» | 1     | 30 | 22 | 4  | 4  | 61 | 18 | 70 | 1/8 фіналу    | Підвищення              |
| 2000-01           | Друга Група «A» | 1     | 30 | 22 | 4  | 4  | 61 | 18 | 70 | 1/8 фіналу    | Переможець кубку 2 ліги |
| 2001-02           | Перша           | 4     | 34 | 16 | 10 | 8  | 41 | 32 | 58 | 1/32 фіналу   |                         |
| 2001-02           | Перехідні ігри  | 2     | 1  | 0  | 0  | 1  | 0  | 1  | 0  | 1/32 фіналу   |                         |
| 2002-03           | Перша           | 11    | 34 | 12 | 7  | 15 | 30 | 38 | 43 | 1/16 фіналу   |                         |
| 2003-04           | Перша           | 18    | 34 | 3  | 7  | 24 | 22 | 67 | 16 | 1/16 фіналу   |                         |
| 2004-05           | Перша           | 18    | 34 | 0  | 2  | 32 | 5  | 39 | 2  | 1/32 фіналу   | Знялися зі змагань[57]  |
| клуб розформовано |                 |       |    |    |    |    |    |    |    |               |                         |
| 2017-18           | Друга Група «A» | 8     | 27 | 9  | 3  | 15 | 31 | 44 | 30 | 1/32 фіналу   |                         |
| 2018-19           | Друга Група «A» | 3     | 27 | 13 | 6  | 8  | 23 | 21 | 45 | 1/64 фіналу   |                         |
| 2019-20           | Друга Група «A» | 2     | 20 | 11 | 6  | 3  | 28 | 11 | 39 | 1/64 фіналу   | Підвищення[58]          |
| 2020-21           | Перша           | 11    | 30 | 9  | 8  | 13 | 32 | 37 | 35 | 1/16 фіналу   |                         |
| 2021-22           | Перша           | 9     | 18 | 7  | 4  | 7  | 21 | 17 | 25 | 1/32 фіналу   | [59]                    |
| 2022-23           | Перша           | 1     | 14 | 10 | 2  | 2  | 25 | 9  | 32 | Не проводився | Підвищення              |
| 2023-24           | Прем'єр         | 5     | 30 | 14 | 8  | 8  | 39 | 30 | 50 | 1/2 фіналу    |                         |
| 2024-25           | Прем'єр         | 4     | 30 | 12 | 12 | 6  | 38 | 28 | 48 | 1/2 фіналу    |                         |

## Головні тренери
- Анатолій Богданович (1959)
- Володимир Гребер (1960—1961)
- Віктор Фомін (1962)
- Григорій Тучков (1964—1965)
- Размік Саакян (1966)
- Віктор Жилін (1967—1970)
- Микола Сюсюра (1971—1972)
- Йосип Ліфшиць (1972)
- Валерій Стародубов (1973—1974)
- Віктор Жилін (1974—1976)
- Віктор Банніков (1977—1978)
- Віктор Пестриков (1978—1979)
- Андрій Біба (1980)
- Анатолій Крощенко (1981)
- Валерій Стародубов (1982—1984)
- Олександр Іщенко (1985)
- Олександр Гулевський (1986)
- Олександр Іщенко (1987—1989)
- Зая Авдиш (1989)
- Валерій Стародубов (1990)
- Зая Авдиш (1991—1992)
- Олександр Іщенко (1992—1993)
- Роберт Саркісов (1994)
- Леонід Колтун (1994)
- Іван Шангін (1994)
- Андрій Черемісін (1995)
- Володимир Нечаєв (1995)
- Зая Авдиш (1995)
- Андрій Біба (1995—1996)
- Володимир Вебер (1996)
- Григорій Іщенко (1996—1997)
- Ігор Якубовський (1997—1998)
- Зая Авдиш (1998)
- Ігор Якубовський (1998)
- Роман Покора (1998)
- Зая Авдиш (1998—1999)
- Михайло Дунець (1999)
- Зая Авдиш (1999)
- Григорій Варжеленко (2000)
- Зая Авдиш (2000)
- Анатолій Заяєв (2000)
- Юхим Школьников (2001)
- Сергій Шевченко (2001)
- Зая Авдиш (2001—2002)
- Семен Осиновський (2002)
- Зая Авдиш (2002—2003)
- Олександр Томах (2004)
- Юхим Школьников (2004)
- Василь Хоменко (2004)
- Зая Авдиш (2004)
- Ігор Левицький (2016—2017)
- Едуард Хавров (2017)
- Володимир Мазяр (2017)
- Олександр Призетко (2017—2018)
- Анатолій Безсмертний (2018—2020)
- Сергій Шищенко (2020—2021)
- Юрій Калитвинцев (2021—2024)
- Сергій Шищенко (в. о.) (2024)
- Імад Ашур (2024—2025)
- Олександр Максимов (в. о.) (2025)
- Руслан Ротань (з 2025)

## Емблеми клубу

«Авангард» (1959—1960)
«Автомобіліст» (1967—1976)
«Спартак» (1977—1988)
«Полісся» (1989—1991)
«Полісся» (2001—2005)
МФК «Житомир» (2016—2017)
«Полісся» (2017—2018)
«Полісся» (2018—2024)

## Форма

### Домашня
|  | МФК «Житомир» | 2017 — 2018 | 2018 — 2020 | 2020 — 2022 | 2022 — 2023 | 2023 — |

### Виїзна
|  | МФК «Житомир» | 2017 — 2018 | 2018 — 2020 | 2020 — 2022 | 2022 — 2023 | 2023 — |

### Резервна
|  | 2022 — 2023 | 2023 — |

## Титульні та технічні спонсори
| Рік         | Виробник | Спонсор   |
| ----------- | -------- | --------- |
| 2016 — 2017 | Lotto    | -         |
| 2017 — 2020 | Erreà    | -         |
| 2020 — 2022 | Erreà    | BGV Group |
| 2022 —      | Nike     | BGV Group |

## Рекордсмени
Гравці з найбільшою кількістю ігор у чемпіонатах СРСР та України
| Місце | Футболіст         | Ігри | Роки виступів                              |
| ----- | ----------------- | ---- | ------------------------------------------ |
| 1.    | Володимир Шишков  | 469  | 1974, 1978, 1981—1993                      |
| 2.    | Стефан Баран      | 458  | 1981—1992                                  |
| 3.    | Юрій Стрихарчук   | 391  | 1982—1985, 1987—1992                       |
| 4.    | Сергій Єрмаков    | 361  | 1977—1987                                  |
| 5.    | Микола Батюта     | 348  | 1969, 1971, 1973—1981                      |
| 6.    | Ігор Талько       | 340  | 1977, 1980—1983, 1989—1992, 1993           |
| 7.    | Андрій Желтоносов | 326  | 1981—1983, 1985—1991                       |
| 8.    | Віталій Горбач    | 305  | 1969—1976                                  |
| 9.    | Ігор Рутковський  | 299  | 1981—1983, 1986—1995                       |
| 10.   | Юрій Леонов       | 294  | 1982—1983, 1986—1991, 1992—1994, 1997—1998 |

Гравці з найбільшою кількістю голів у чемпіонатах СРСР та України
| Місце | Футболіст          | Голи | Роки виступів                              |
| ----- | ------------------ | ---- | ------------------------------------------ |
| 1.    | Володимир Шишков   | 192  | 1974, 1978, 1981—1993                      |
| 2.    | Павло Паршин       | 82   | 1998—2004                                  |
| 3.    | Юрій Леонов        | 68   | 1982—1983, 1986—1991, 1992—1994, 1997—1998 |
| 4.    | Євген Наумов       | 66   | 1974—1981                                  |
| 5.    | Стефан Баран       | 59   | 1981—1992                                  |
| 6.    | Валерій Софілканич | 58   | 1993—2002                                  |
| 7.    | Ігор Талько        | 54   | 1977, 1980—1983, 1989—1992, 1993           |
| 8.    | Юрій Несміян       | 49   | 1970—1972                                  |
| 9.    | Анатолій Лукашенко | 49   | 1985, 1988—1995, 1999                      |
| 10.   | Микола Васютін     | 48   | 1969—1976                                  |

## Відомі гравці

Віктор Банніков — легендарний гравець і тренер «Полісся», один з перших воротарів команди майстрів

- Валерій Копій
- Анатолій Пузач
- Михайло Форкаш
- Анатолій Шепель
- Володимир Шишков
- Віктор Банніков
- Юрій Вернидуб
- Павло Паршин
- Андрій Лапін
- Адріан Пуканич
- Андрій Ткачук
- Олександр Усик[60]

## Досягнення

### СРСР
- Кубок СРСР
  - 1/8 фіналу (1): 1969
- Чемпіонат СРСР/Перша ліга
  - 4 місце (2): 1968, 1969
- Чемпіонат УРСР
  -  Чемпіон (1): 1967
  -  Срібний призер (2): 1973, 1975
  -  Бронзовий призер (1): 1971
- Кубок УРСР
  -  Володар (2): 1972, 1990
  -  Фіналіст (1): 1974
- Чемпіонат Житомирської області
  -  Чемпіон (1): 1958
- Кубок Житомирської області
  -  Володар (1): 1958

### Україна
- Кубок України
  - 1/2 фіналу: 2023-24

- Перша ліга
  -  Переможець (1): 2022-23

- Чемпіонат України/Друга ліга
  -  Чемпіон (1): 2000-01 (група «А»)
  -  Срібний призер (2): 1992-93, 2019-20 (група «А»)

- Кубок Другої ліги
  -  Володар (1): 2000-01

- Winter Cup
  -  Переможець (1): 2022